# Таловський сільський округ
Тало́вський сільський округ (каз. Талов ауылдық округі, рос. Таловский сельский округ) — адміністративна одиниця у складі Жанібецького району Західноказахстанської області Казахстану. Адміністративний центр — село Таловка.
Населення — 589 осіб (2021; 1055 у 2009, 1647 у 1999, 1949 у 1989).
Станом на 1989 рік існувала Таловська сільська рада (села Августовка, Бірлік, Зернова, Комсомол, Таловка). 2003 року було ліквідовано село Бірлік, 2011 року — села Аманат та Комсомол.

## Склад
До складу округу входять такі населені пункти:
| Населений пункт | Старі назви       | Населення, осіб (1989) | Населення, осіб (1999) | Населення, осіб (2009) | Населення, осіб (2021) |
| --------------- | ----------------- | ---------------------- | ---------------------- | ---------------------- | ---------------------- |
| Аманат, село    | Зернова, Зерновий | 370                    | 188                    | 45                     | -                      |
| Бірлік, село    | -                 | 132                    | 67                     | -                      | -                      |
| Комсомол, село  | -                 | 242                    | 170                    | 24                     | -                      |
| Майтубек, село  | Августовка        | 220                    | 169                    | 133                    | 58                     |
| Таловка, село   | -                 | 985                    | 1053                   | 853                    | 531                    |